# ISO 80000-1
ISO 80000-1:2009は、科学および数学で用いられる量とその単位について定めた国際規格である。
国際標準化機構(ISO)によって2009年に発行された。規格の名称は「量及び単位―第1部：一般」(Quantities and units -- Part 1: General)である。この規格は、量と単位およびそれらの記号に関する一般的な事項（特に国際量体系(ISQ)と国際単位系(SI)について）を提供し、量と単位の定義を行っている。
この規格は、それまでのISO 31-0・ISO 1000等を置き換えたもので、国際標準化機構(ISO)と国際電気標準会議(IEC)が共同で発行しているISO/IEC 80000の一部である。日本工業規格(JIS)ではJIS Z 8000-1:2014が相当する。

## 内容
ISO 80000-1は以下の章からなる。
- 序文
- 0 （導入）
- 1 適用範囲
- 2 引用規格
- 3 用語及び定義
- 4 量
- 5 次元
- 6 単位
- 7 印刷に関する規則
- 附属書 A（規定）物理量の名称に用いる用語
- 附属書 B（規定）数の丸め方
- 附属書 C（規定）対数量及びその単位
- 附属書 D（参考）量及び単位の分野における国際機関

## 適用範囲
ISO 80000-1は、量・量体系・単位・量記号・単位記号および一貫性のある単位系に関する定義及び一般的な事項（特に国際量体系(ISQ)と国際単位系(SI)）について規定する。

## 用語及び定義
この規格では以下の用語を定義している。
量(quantity)
現象・物体・物質の性質であって、数と計量参照(reference)によって表すことのできる大きさを持つもの。
量の種類(kind of quantity), 種類(kind)
相互に比較できる量に共通する側面。例えば直径・円周・波長は「長さ」という同じ種類の量であり、熱・運動エネルギー・位置エネルギーは「エネルギー」という同じ種類の量である。
量体系(system of quantities)
量の集合であって、それらの量に関連する矛盾しない方程式の集合を持つもの。
基本量(base quantity)
与えられた量体系の部分集合として慣習的に選択された量であって、その部分集合の中の量が、その部分集合の中の他の量で表現できないもの。
組立量(derived quantity)
量体系において、その体系の基本量によって定義された量。
国際量体系(International System of Quantities), ISQ
7つの基本量（長さ・質量・時間・電流・熱力学温度・物質量・光度）を基本とする量体系。
量の次元(quantity dimension), 次元(dimension)
数値因子を除外し、基本量に対応する次元のべき乗の積として表現した、量と量体系の基本量の依存関係。
次元1の量(quantity of dimension one), 無次元量(dimensionless quantity)
その量の次元の、基本量に対応する次元の指数が全て0である量。
測定単位(measurement unit), 単位(unit)
同じ種類の二つの量の比を数として表現することで比較できるようにするために、協定によって定義・採用された実数のスカラー量。
基本単位(base unit)
協定によって採用された基本量の測定単位。
組立単位(derived unit)
組立量の測定単位。
一貫性のある組立単位(coherent derived unit)
与えられた量体系と選択した基本単位の集合において、1以外の比例定数を含まない、基本単位のべき乗の積である組立単位。例えば、キロメートル毎時は3600（秒）という比例定数を含むため、一貫性のある組立単位ではない。
単位系(system of units)
その倍量・分量を含む基本単位・組立単位の集合であって、与えられた量体系において、与えられた規則に従って定義されるもの。
一貫性のある単位系(coherent system of units)
与えられた量体系に基き、各組立量の測定単位が一貫性のある組立単位である単位系。
体系外の測定単位(off-system measurement unit)
与えられた単位系に属さない測定単位。
国際単位系(International System of Units), SI
国際度量衡総会(CGPM)によって採択された単位系であって、国際量体系に基づく、単位の名称と記号・SI接頭語の名称と記号およびそれらの使用規則を含めたもの。
単位の倍量(multiple of a unit)
与えられた測定単位に1以上の整数を乗じて得られる測定単位。例えばキロメートルはメートルの倍量であり、時間は秒の倍量である。十進の倍量を表すにはSI接頭語を使用する。
単位の分量(sub-multiple of a unit)
与えられた測定単位を1以上の整数で除して得られる測定単位。例えばミリメートルはメートルの分量であり、平面角の秒は度の分量である。十進の分量を表すにはSI接頭語を使用する。
量の値(quantity value), 値(value)
量の大きさを表現する、数と計量参照との組合せ。例えば「ある棒の長さ：5.34 m」「ある円弧の曲率：112 m−1」などである。
量の数値(numerical quantity value), 数値(value)
量の値の表現における数で、計量参照の役目を果たす数以外のもの。例えば、「物質量分率 3 mmol/mol」の量の数値は「3」で、単位は「ミリモル毎モル(mmol/mol)」である。単位のうち「ミリ」は0.001という数を表しているが、これは「計量参照の役目を果たす数」であるので、量の数値には含まれない。
量演算(quantity calculus)
順序尺度量以外の量に適用される数学の規則・操作の集合。
量方程式(quantity equation)
与えられた量体系における量の間の数学的関係で、測定単位から独立しているもの。例を以下に示す。
- {\displaystyle T={\frac {1}{2}}mv^{2}}（ここで、Tは運動エネルギー、mは質量、vは速さ）
- {\displaystyle n={\frac {It}{F}}}（ここで、Fはファラデー定数、nは1価の成分の物質量、Iは電流、tは電気分解の継続時間）

単位方程式(unit equation)
基本単位・一貫性のある組立単位・他の測定単位の間の数学的関係。例を以下に示す。
- J := kg m2 s-2
- 1 km/h = (1/3.6) m/s

単位間の換算率(conversion factor between units)
同じ種類の量を表す二つの測定単位の比。例えば、「km/m＝1 000」「h/s＝3 600」。
数値方程式(numerical value equation), 数量値方程式(numerical quantity value equation)
与えられた量方程式と特定の測定単位における、数量値の間の数学的関係。例えば、運動エネルギーの量方程式{\displaystyle T={\frac {1}{2}}mv^{2}}において、m = 2 kg、v = 3 m/sとすると、{\displaystyle \{T\}={\frac {1}{2}}\times 2\times 3^{2}}という、Tが9 Jであることを示す数値方程式が得られる。
順序尺度量(ordinal quantity)
協定による測定手順によって定義できる量で、同じ種類の量が他にあるときに、それらの量の間で代数演算はできないが、大きさに従って全体の順序関係を確立することができるもの。例えばロックウェル硬さ、オクタン価、腹痛の主観的レベルなど。
測定目盛(quantity-value scale, measurement scale)
大きさに従ってその種類の量の順位付けするのに使用する、与えられた種類の量の、量の値の順序集合。例えばセルシウス温度目盛、ロックウェル硬さ目盛、時計の目盛など。
順序尺度量の値の目盛(ordinal quantity-value scale)
順序尺度量の測定目盛。
協定による参照目盛(conventional reference scale)
公式の合意によって定義された測定目盛。
名義的性質(nominal property)
現象・物体・物質の特性で、大きさを持っていないもの。性別、色、国名コード、分子配列など。

## 量

### 国際量体系
ISO/IEC 80000 で規定されている、特別に選択された基本量と量方程式、および乗数を「国際量体系(International System of Quantities)」と定義し、全ての言語で"ISQ"と略記する。
組立量は、基本単位を用いて量方程式によって定義することができる。ISQには、長さ・質量・時間・電流・熱力学温度・物質量・光度の7つの基本量がある。

## 単位
6.5節には、SI接頭語を含む国際単位系(SI)について記述されている。

## 附属書 A 物理量の名称に用いる用語
附属書Aでは、物理量の名称に用いられる以下の用語について実例を示し、新しい物理量に命名する場合や従来の用語を見直す場合の指針としている。
- 係数(coefficient),  因子(factor)
- 変数(parameter), 数(number), 比(ratio)
- レベル(level)
- 定数(constant)
- その他、一般的に使用される用語
  - 比...(specific)
  - 密度(density), 体積...(volumic)
  - 表面密度(surface ... density), 面...(areic)
  - 線密度(linear ... density), 線...(linear, lineic)
  - モル...(molar)
  - 濃度(concentration)

## 附属書 B 数の丸め方
ISO 31-0 附属書 Bの内容からほぼ変更されていない。
JISでは、ISO 31-0 附属書 Bの内容を翻訳して「JIS Z 8401:1999 数値の丸め方」として独立の規格としており、JIS Z 8000-1 附属書BでもJIS Z 8401を参照することとしている。

## 附属書 C 対数量及びその単位
附属書Cでは、対数量（対数を用いて定義された量）とその単位について記述されている。
| 量                                                                 | 単位                         |
| ------------------------------------------------------------------ | ---------------------------- |
| 対数工率平方根の量（場の量） root-power quantities(field quantity) | ネーパ(Np)                   |
| 対数工率平方根の量（場の量） root-power quantities(field quantity) | ベル(B)                      |
| 対数工率平方根の量（場の量） root-power quantities(field quantity) | デシベル(dB)                 |
| 対数工率の量 power quantities                                      | （対数工率平方根の量と同じ） |
| 対数情報理論量                                                     | シャノン(Sh)                 |
| 対数情報理論量                                                     | 情報の自然単位(nat)          |
| 対数情報理論量                                                     | ハートレー(Hart)             |

## 附属書 D 量及び単位の分野における国際機関
量及び単位の分野における国際機関として、以下の団体について説明している。なお、この附属書は参考として記載されたもので、規定ではない。
- JCGM（計量関連国際ガイドに関する合同委員会）
- CGPM（国際度量衡総会） − CIPM（国際度量衡委員会） − BIPM（国際度量衡局）
- IEC（国際電気標準会議） − IEC/TC 25（量及び単位に関する第25専門委員会）
- IFCC（国際臨床化学連合（英語版））
- ILAC（国際試験所認定協力機構（英語版））
- IUPAC（国際純正・応用化学連合）
- IUPAP（国際純粋・応用物理学連合）
- OIML（国際法定計量機関） − CGML（国際法定計量会議、OIML総会） − CIML（国際法定計量委員会） − BIML（国際法定計量事務局）